# García IV (roi de Pampelune)
Pour les articles homonymes, voir García.
Garcia IV de Navarre, dit « Le Grand », né vers 1012 et tué lors de la bataille d'Atapuerca le 1er septembre 1054, est un monarque qui régna sur Pampelune et la Navarre de 1035 à 1054. Il est également dénommé García IV Sánchez ou « el de Nájera », 

## Règne

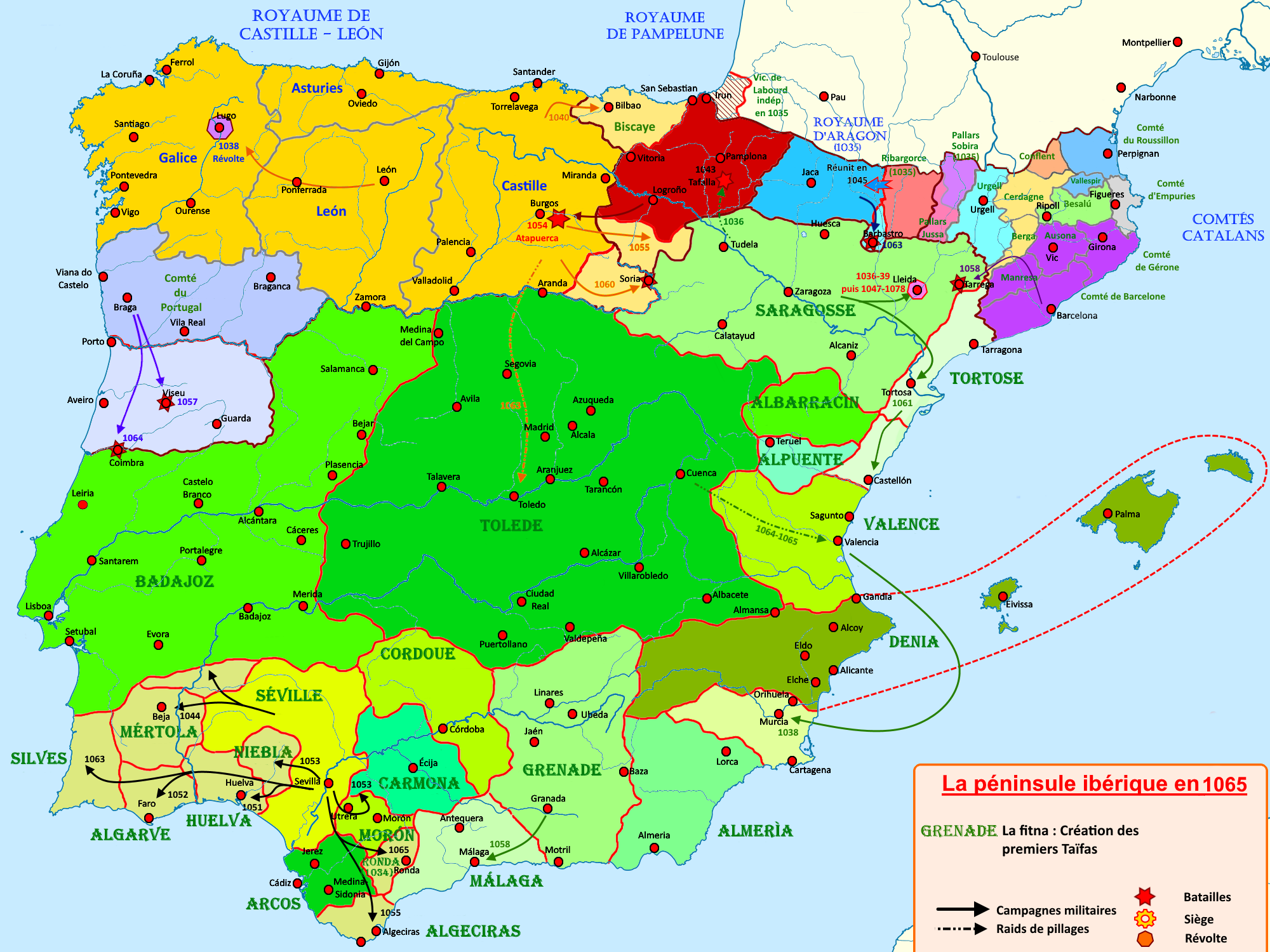
Royaume de Navarre de 1035 à 1065.

Fils de Sanche III de Navarre et de Elvire de Castille. À la mort de son père il reçoit en 1035 comme part d'héritage le royaume de Pampelune. En 1037 pendant que son frère Ferdinand assure sa domination sur le royaume de Léon il s'empare de la Vieille-Castille. Le différend entre les deux rois se termine lors du combat d'Atapuerca près de Burgos par la mort de Garcia IV le 8 août 1054. Son fils Sanche IV de Navarre lui succéda.

## Union et postérité
Garcia IV de Navarre épousa en 1038 Étiennette de Bigorre. De cette union naquirent :
- Sanche IV (1039 † 1076), roi de Navarre ;
- Urracca, mariée à Garcia de Najera ;
- Ermessinde, mariée à Fortun de Yarnoz ;
- Ramiro († 1083), sire de Callohora ;
- Ferdinand ou Fernando (†1068), sire de Bucesta, Jubera, Lagunilla y Oprela, il épousa Nuna Iniguez, fille d'un comte de Vizcaya ;
- Raymond, dit « Le Fratricide », sire de Murillo et de Cameros ;
- Jimena ;
- Mayor, probablement[3] mariée à Guy II, comte de Mâcon ;
- Sancha.

Garcia IV eut en outre deux enfants naturels :
- Sanche de Uncastillo, sire d'Uncastillo et Sangüesa, père de Ramiro II de Monzon et grand-père de García V de Navarre dit « Le Restaurateur » ;
- Mencia de Navarre, elle épousa Lope de Calohorra.